# Kimberley (Nottinghamshire)
Kimberley è un paese di 6 849 abitanti della contea del Nottinghamshire, in Inghilterra.